# 第十四章：悲劇
〈第十四章：悲劇〉（英語：Chapter 14: The Tragedy）是美國太空歌劇網路電視劇《曼達洛人》第二季的第六集，本集由節目統籌強·法夫洛編劇，勞勃·羅里葛茲執導，於2020年12月4日在Disney+上線。佩德羅·帕斯卡領銜出演男主角曼達洛人，他是一名孤獨的槍手和賞金獵人，為保護格羅古，在波巴·費特和芬尼克·尚德的幫助下，與星區長吉迪恩手下的帝國風暴兵展開激戰。

## 劇情
曼達洛人帶著格羅古來到泰桑星球，找到古代聖殿遺跡。曼達洛人將格羅古放在山頂的觀景石上，由原力決定他的命運。格羅古開始冥想，他的四周開啟保護能量場。波巴·費特此前在塔圖因星球上解救了芬尼克·尚德，他帶著尚德跟蹤曼達洛人來到此處。費特向曼達洛人解釋稱，柯布·范思的曼達洛鎧甲原屬於他，鎧甲是曼達洛族人為他的父親強格·費特打造，然後傳承給他。費特以保護格羅古的人身安全為交換條件，希望拿回鎧甲。此時，星區長吉迪恩派遣帝國風暴兵突擊隊乘坐兩架穿梭機前來搶奪格羅古。曼達洛人、費特和尚德聯手擊退了風暴兵。
星區長吉迪恩乘坐輕型巡洋艦隨後趕到，徹底摧毀曼達洛人的飛船「刀鋒之巔」。他派遣四名黑暗風暴兵來到山頂，此時格羅古完成冥想，能量場隨之關閉，黑暗風暴兵將格羅古帶回艦內。費特和尚德兌現之前的承諾，願意幫助曼達洛人救回格羅古。三人乘坐費特的飛船「奴隸一號」來到尼瓦羅星球，曼達洛人見到卡拉·鄧恩，鄧恩已經被新共和國任命為此處的執法官。曼達洛人希望她幫忙從新共和國監獄中救出米格斯·梅菲爾德，換取梅菲爾德的幫助，協助定位吉迪恩的輕型巡洋艦。吉迪恩告訴屬下通知潘興博士，已經抓獲迷地原蟲的供體。

## 製作

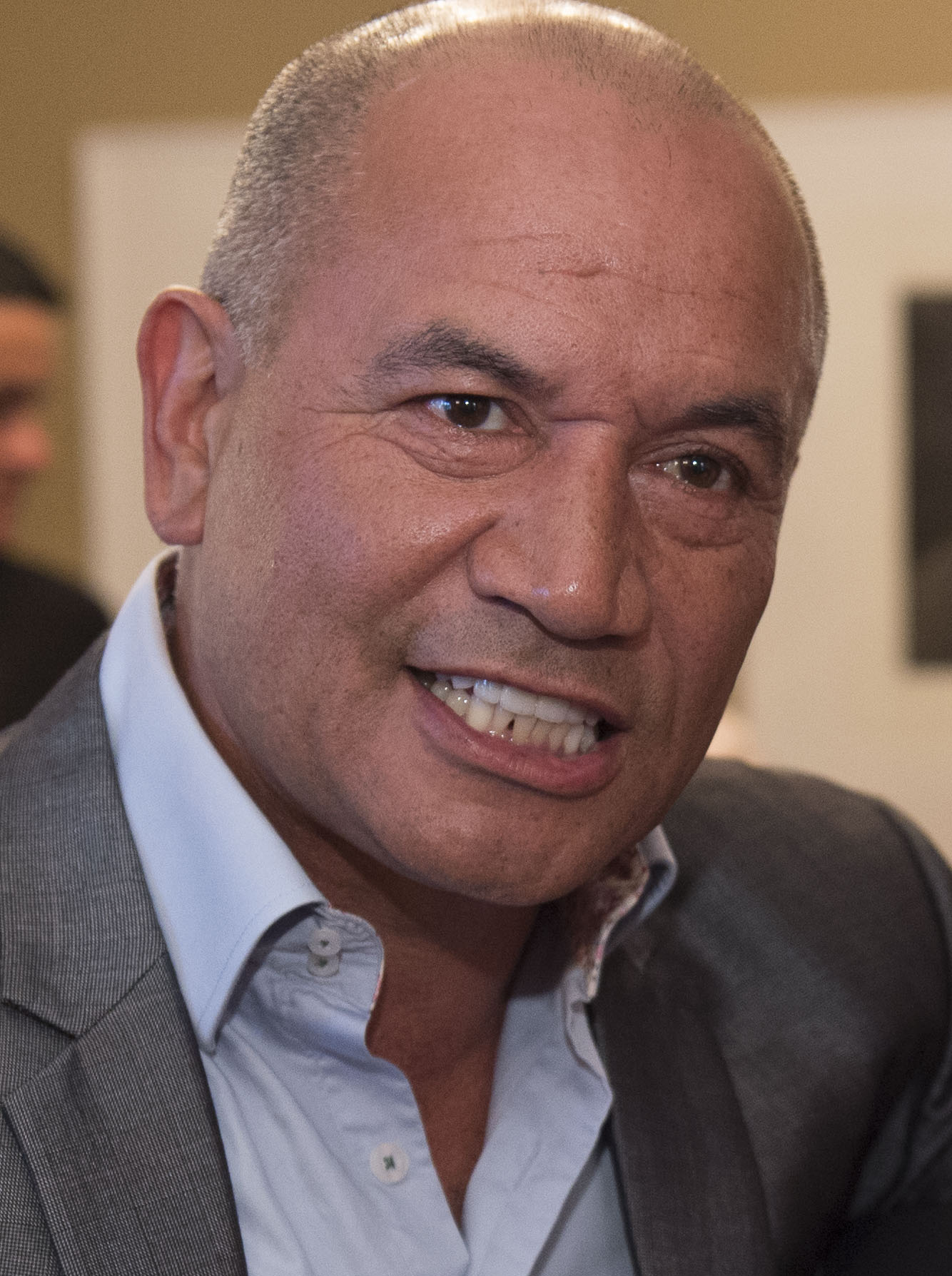
特穆拉·莫里森飾演的波巴·費特於本集中正式登場

### 開發
本集由節目統籌強·法夫洛編劇，勞勃·羅里葛茲執導，於2020年12月4日在Disney+首播。

### 選角
特穆拉·莫里森、溫明娜、吉安卡洛·伊坡托和吉娜·卡拉諾回歸出演各自角色。凱蒂·奧布萊恩（Katy O'Brian）回歸出演星區長吉迪恩手下的通訊官。
此外，布倫丹·韋恩（Brendan Wayne）、巴里·洛文（Barry Lowin）和拉夫·克羅德是佩德羅·帕斯卡的特技替身演員。格羅古的動作由多名傀儡师完成。

### 音樂
《曼達洛人》第二季的音樂原聲帶由魯德溫·葛瑞森作曲，第二輯數位版於2020年12月18日發行，包括第二季後四集原創音樂。

## 迴響
〈第十四章：悲劇〉得到整體好評。在影視匯總媒體點評網站爛番茄上，本集獲得100%的新鮮度，9.29/10分（12位劇評人）。

## 備註
1. ↑  參見〈第五章：槍手〉。
2. ↑  波巴·費特此前客串出現於〈第五章：槍手〉和〈第九章：執法官〉中，但是在這兩集中未透露具體角色身份。

## 資料來源
1. ↑  Pedersen, Erik. . Deadline Hollywood. 2020-05-04  [2020-12-05]. （原始内容存档于2021-02-04） （美国英语）.
2. ↑  Abdulbaki, Mae. . Inverse. 2020-12-03  [2020-12-04]. （原始内容存档于2021-02-25） （美国英语）.
3. 1 2  Dumaraog, Ana. . Screen Rant. 2020-12-04  [2020-12-04]. （原始内容存档于2020-12-19） （美国英语）.
4. ↑  Miller, Liz Shannon. . Vulture. 2019-12-09  [2019-12-09]. （原始内容存档于2019-12-09） （美国英语）.
5. ↑  Spencer, Samuel. . newsweek.com. 2019-12-02  [2020-06-28]. （原始内容存档于2019-12-08） （美国英语）.
6. ↑  Burlingame, Jon. . Variety. 2020-10-30  [2020-10-31]. （原始内容存档于2020-10-31） （美国英语）.
7. ↑  . Apple Music. Apple Inc. 2020-12-18  [2020-12-18]. （原始内容存档于2020-12-18） （美国英语）.
8. ↑  . Rotten Tomatoes. Fandango Media.   [2020-12-04]. （原始内容存档于2020-12-19） （美国英语）.

## 外部連結
- 官方网站
- 互联网电影数据库（IMDb）上《第十四章：悲劇》的资料（英文）
- Wookieepedia上的相关条目：〈第十四章：悲劇〉